# سورة الأنبياء

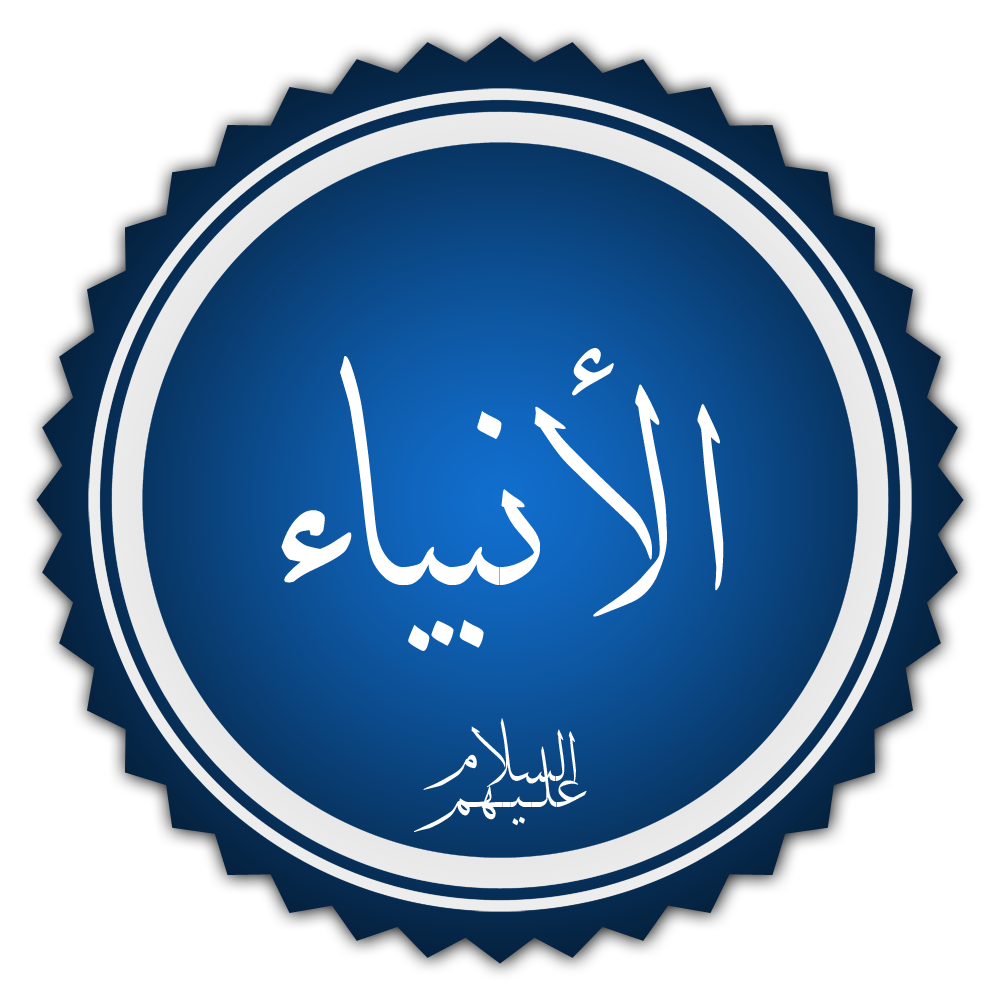
كلمة الأنبياء مخطوطة.

سورة الأنبياء سورة مكية، وهي آخر حزب المئين، آياتها 112، غير أن البعض قد عدّها 111، وترتيبها في المصحف 21، في الجزء السابع عشر، نزلت بعد سورة إبراهيم، بدأت بفعل ماض ﴿اقْتَرَبَ لِلنَّاسِ حِسَابُهُمْ وَهُمْ فِي غَفْلَةٍ مُعْرِضُونَ ۝١﴾ [الأنبياء:1]. سُميت بهذا الإسم لأنها اشتملت على ذكر ستة عشر نبياً فيها، ومن أهم خصائص السورة، أنها أكثرت من تناول الأدلة القاطعة على نفي الشرك في الربوبية والألوهية، ودحض شبه القائلين به والقائمين عليه، ومن أهم موضوعات سورة الأنبياء؛ هو الحديث عن غفلة الناس، وعن الحساب والجزاء، وعن قصص أنبياء الله، وأهم مقاصدها، أنها أبانت قرب الساعة مع غفلة المشركين عنها، والإخبار عن هلاك كثير من الأمم المكذبة لرسلها.

## التعريف بالسورة وسبب التسمية
تُسمى هذه السورة بسورة (الأنبياء) بلا خلاف، ولم يُعرف لها اسم آخر، وسبب تسميتها بهذا الاسم؛ لأنه ذُكر فيها أسماء ستة عشر نبياً، تحدثت عن جهادهم مع أقوامهم الوثنيين، بدءاً من قصة أبي الأنبياء إبراهيم  بإسهاب وتفصيل، ثم إسحاق، ويعقوب، ولوط، ونوح، وداود، وسليمان، وأيوب، وإسماعيل، وإدريس، وذي الكفل، وذي النون –يونس-، وزكريا، وعيسى، إلى خاتم النبيين محمد صلوات الله وسلامه عليهم، وذلك بإيجاز يدل على مدى ما تعرضوا له من أهوال وشدائد، فصبروا عليها، وضحوا في سبيل الله، لإسعاد البشرية، وقال أبو زهرة: "هي جديرة باسمها، لأن فيها قصصا من أخبار النبيين، وهو غير مكرر مع ما ذكر في غيرها من القصص".

## عدد آيات السورة وكلماتها وحروفها
عدد آيات السورة: (مئة واثنتا عشرة آية) في الكوفي، (وإحدى عشرة آية) في عدد الباقين، اختلافها آية: ﴿مَا لَا يَنْفَعُكُمْ شَيْئًا وَلَا يَضُرُّكُمْ﴾ [الأنبياء:66]، عدها الكوفي ولم يعدها الباقون، وفيها مما يشبه الفواصل.
عدد كلماتها: (ألف ومئة وثمان وستون كلمة).
عدد حروفها: (أربعة آلاف وثماني مئة وتسعون حرفاً).

## مكان نزول السورة، وترتيبها

### مكان نزول السورة
"نزلت سورة الأنبياء في مكة، فهي تُعد من السور المكية، وهذا باتفاق علماء التفسير".
وفي الموسوعة القرآنية: "نزلت قبيل الهجرة إلى المدينة، أي حوالي السنة الثانية عشرة من البعثة، في آخر العهد المكّيّ، أي في ذروة تجبّر أهل مكّة، وعنتهم، وانصرافهم عن الإسلام، فنزلت تنذر هؤلاء الكفّار باقتراب العذاب ففي بدايتها: ﴿اقْتَرَبَ لِلنَّاسِ حِسَابُهُمْ وَهُمْ فِي غَفْلَةٍ مُعْرِضُونَ ۝١﴾ [الأنبياء:1].

### ترتيب نزول السورة
وأما ترتيبها في المصحف فهي تقع في الجزء السابع عشر من القرآن، وهي السورة (الواحد والعشرون) بعد سورة طه، وقبل سورة الحج، والسورة (الحادية والسبعون) من حيث ترتيب النزول، فقد نزلت بعد سورة السجدة، وقبل سورة النحل، فتكون من أواخر ما نزل بمكة.

## سبب نزولالسورة
عن ابن عباس قال: «آية لا يسألني الناس عنها لا أدري أعرفوها فلم يسألوا عنها أو جهلوها فلا يسألون عنها قال: وما هي ؟ قال: لما نزلت ﴿إِنَّكُمْ وَمَا تَعْبُدُونَ مِنْ دُونِ اللَّهِ حَصَبُ جَهَنَّمَ أَنْتُمْ لَهَا وَارِدُونَ ۝٩٨﴾ [الأنبياء:98] شَقّ على قريش فقالوا أيشتم آلهتنا ؟ فجاء ابن الزبعري فقال: ما لكم قالوا يشتم آلهتنا قال: فما قال قالوا قال: ﴿إِنَّكُمْ وَمَا تَعْبُدُونَ مِنْ دُونِ اللَّهِ حَصَبُ جَهَنَّمَ أَنْتُمْ لَهَا وَارِدُونَ ۝٩٨﴾ [الأنبياء:98] قال: ادعوه لي فلما دعي النبي قال: يا محمد هذا شيء لالهتنا خاصة أو لكل من عُبِدَ من دون الله ؟ قال: بل لكل من عُبِدَ من دون الله. فقال ابن الزبعرى: خصمت ورب هذه البنية يعني الكعبة ألست تزعم أن الملائكة عباد صالحون وأن عيسى عبد صالح وهذه بنو مليح يعبدون الملائكة وهذه النصارى يعبدون عيسى وهذه اليهود يعبدون عزيرا قال فصاح ؛ أهل مكة فأنزل الله: ﴿إِنَّ الذِينَ سَبَقَتْ لَهُمْ مِنَّا الحُسْنَى﴾ [الأنبياء:101] ــالملائكة وعيسى وعزير ــ ﴿أولَئِكَ عَنْهَا مُبْعَدُونَ﴾ [الأنبياء:101].».

## فضائل سورة الأنبياء
لقد وردت أحاديث عن فضل سورة الأنبياء عن غيرها من السور، ومن تلك الأحاديث الدالة على فضلها:
- عن عامر بن ربيعة، "أنه نزل به رجل من العرب، فأكرم عامر مثواه وكلم فيه رسول الله ﷺ، فجاءه الرجل فقال: إني استقطعت رسول الله ﷺ واديا ما في العرب واد أفضل منه، وقد أردت أن أقطع لك منه قطعة تكون لك ولعقبك من بعدك، قال عامر: لا حاجة لي في قطيعتك، نزلت اليوم سورة أذهلتنا عن الدنيا: ﴿اقْتَرَبَ لِلنَّاسِ حِسَابُهُمْ وَهُمْ فِي غَفْلَةٍ مُعْرِضُونَ ۝١﴾ [الأنبياء:1]".[14][15]
- وعن إبراهيم بن محمد بن سعيد بن أبي وقاص، عن والده محمد، عن أبيه سعد قال: «قال النبي صلى الله عليه وسلم: " دعوة ذي النون التي دعا بها في بطن الحوت: لا إله إلا أنت سبحانك إني كنت من الظالمين، لم يدع بها مسلم في كربة إلا استجاب الله له «هذا حديث صحيح الإسناد ولم يخرجاه».[1]»

## خصائص سورة الأنبياء
1. ذُكِر فيها أسماء ستة عشر نبياً، ولم يأت في سور القرآن مثل هذا العدد من أسماء الأنبياء في سورة من سور القرآن عدا ما في سورة الأنعام، فقد ذُكِر فيها أسماء ثمانية عشر نبيئا في قوله تعالى: ﴿وَتِلْكَ حُجَّتُنَا آتَيْنَاهَا إِبْرَاهِيمَ عَلَى قَوْمِهِ نَرْفَعُ دَرَجَاتٍ مَنْ نَشَاءُ إِنَّ رَبَّكَ حَكِيمٌ عَلِيمٌ ۝٨٣ وَوَهَبْنَا لَهُ إِسْحَاقَ وَيَعْقُوبَ كُلًّا هَدَيْنَا وَنُوحًا هَدَيْنَا مِنْ قَبْلُ وَمِنْ ذُرِّيَّتِهِ دَاوُدَ وَسُلَيْمَانَ وَأَيُّوبَ وَيُوسُفَ وَمُوسَى وَهَارُونَ وَكَذَلِكَ نَجْزِي الْمُحْسِنِينَ ۝٨٤ وَزَكَرِيَّا وَيَحْيَى وَعِيسَى وَإِلْيَاسَ كُلٌّ مِنَ الصَّالِحِينَ ۝٨٥ وَإِسْمَاعِيلَ وَالْيَسَعَ وَيُونُسَ وَلُوطًا وَكُلًّا فَضَّلْنَا عَلَى الْعَالَمِينَ ۝٨٦﴾ [الأنعام:83–86]، فإن كانت سورة الأنبياء هذه نزلت قبل سورة الأنعام فقد سبقت بالتسمية بالإضافة إلى الأنبياء، وإلا فاختصاص سورة الأنعام بذكر أحكام الأنعام أوجب تسميتها بذلك الاسم، فكانت سورة الأنبياء أجدر من بقية سور القرآن بهذه التسمية، على أن من الحقائق المسلمة أن وجه التسمية لا يوجبها.[16]
2. ومن خصائص سورة الأنبياء، أنها عالجت موضوع العقيدة الإسلامية من خلال عرضها للنواميس الكونية الكبرى وربطت تلك النواميس بالعقيدة.[5]
3. أنها اشتملت على ذكر اثنتين من صالحات نساء العالمين، هما: ابنتا عمران (الأختان اللتان أجرى الله عليهما آيتين جليلتين):
  - الأولى: أشياع ابنة عمران، كانت عجوزاً عقيماً لا تلد، فخرق الله في شخصها قاعدة العقم، استجابة لدعوة نبي الله زكريا، حينما قال:﴿وَزَكَرِيَّا إِذْ نَادَى رَبَّهُ رَبِّ لَا تَذَرْنِي فَرْدًا وَأَنْتَ خَيْرُ الْوَارِثِينَ ۝٨٩﴾ [الأنبياء:89].
  - الثانية: مريم ابنة عمران، أختها، أجرى الله عليها أمر بالإنجاب دون أن يكون لها زوج، وخرق في شخصها قاعدة التناسل، وجعلها وابنها بذلك آية في قوله تعالى: ﴿وَالَّتِي أَحْصَنَتْ فَرْجَهَا فَنَفَخْنَا فِيهَا مِنْ رُوحِنَا وَجَعَلْنَاهَا وَابْنَهَا آيَةً لِلْعَالَمِينَ ۝٩١﴾ [الأنبياء:91].[17]

## مقاصد سورة الأنبياء
1. إنذار الكفّار باقتراب العذاب ففي بدايتها:﴿اقْتَرَبَ لِلنَّاسِ حِسَابُهُمْ وَهُمْ فِي غَفْلَةٍ مُعْرِضُونَ ۝١﴾ [الأنبياء:1]، والتحذير من التكذيب بكتاب الله  ورسوله ﷺ، والتذكير بأن هذا الرسول ما هو إلا كأمثاله من الرسل ، وما جاء إلا بمثل ما جاء به الرسل من قبله.[2]
2. تقرير العقيدة والدفاع عنها، ونلحظ، هنا، أنّ السورة قد عالجت الموضوعات، بعرض النواميس الكونية الكبرى، وربط العقيدة بها، فالعقيدة في سورة الأنبياء، جزء من بناء هذا الكون ونواميسه الكبرى، وهذه العقيدة، تقوم على الحقّ الذي قامت عليه السماوات والأرض، وليست لعباً، ولا باطلا كما أنّ هذا الكون لم يخلق عبثاً، ولن يترك سدّى: ﴿وَمَا خَلَقْنَا السَّمَاءَ وَالْأَرْضَ وَمَا بَيْنَهُمَا لَاعِبِينَ ۝١٦﴾ [الأنبياء:16]، ويلفت السياق الناس إلى مظاهر الكون الكبرى، في السماء والأرض، والرواسي والفجاج، والليل والنهار، والشمس والقمر، موجّها الأنظار إلى وحدة النواميس التي تحكمها وتصرّفها، وإلى دلالة هذه الوحدة على وحدة الخالق المدبّر المالك، الذي لا شريك له في الملك كما أنه سبحانه، لا شريك له في الخلق:﴿لَوْ كَانَ فِيهِمَا آلِهَةٌ إِلَّا اللَّهُ لَفَسَدَتَا﴾ [الأنبياء:22].[11]
3. التنويه بشأن القرآن وأنه نعمة من الله على المخاطبين وشأن رسول الإسلام ﷺ وأنه رحمة للعالمين، والتذكير بما أصاب الأمم السالفة من جراء تكذيبهم رسلهم وأن وعد الله للذين كذبوا واقع لا يغرهم تأخيره فهو جاء لا محالة.[18]
4. ثناء الله على الرسل وعلى من آمنوا بهم، وأن العاقبة للمؤمنين في خير الدنيا وخير الآخرة، وأن الله سيحكم بين الفريقين بالحق ويعين رسله على تبليغ شرعه.[4]

## المحتوى العام للسورة
ابتدأت سورة الأنبياء بالحديث عن غفلة الناس عن الآخرة، وعن الحساب، والجزاء على ما قدمت أيديهم، ﴿اقْتَرَبَ لِلنَّاسِ حِسَابُهُمْ وَهُمْ فِي غَفْلَةٍ مُعْرِضُونَ ۝١﴾ [الأنبياء:1].
ثم تناولت السبب في إنكار المشركين في مكة لنبوة محمد ﷺ وهو أنه بشر مثلهم، وعجزه عن الإتيان بآيات فذة ومعجزات باهرة مادية، كما أتى بها الأنبياء السابقون مثل موسى وعيسى، فرد القرآن عليهم بأن الأنبياء جميعاً كانوا بشراً يأكلون الطعام ويمشون في الأسواق، ثم أنذرهم بالإهلاك، كما أهلك بعض الأمم المتقدمة لتكذيبهم رسلهم، ولفت أنظارهم إلى عظمة خلق السماوات والأرض، وإلى أن الملائكة طائعون لله، منقادون لأمره، ينفّذون ما أُمروا به من التعذيب بسرعة لا تعرف التردد والانتظار، ثم ناقشهم القرآن في اتخاذهم آلهة من دون الله، وطالبهم بالدليل على ادعائهم، وأقام البرهان على وحدانية الله إذ لو كان في السماء والأرض آلهة إلا الله لفسدتا، ووصف النشأة الأولى للسموات والأرض، وأنهما كانتا رتقا ففصلتا، وأبان أن الجبال أوتاد للأرض حتى لا تميد بأهلها، وأن الله تعالى خالق الليل والنهار والشمس والقمر، ثم تكون النهاية الموت والفناء لكل شيء، حتى للملائكة والأنبياء، ويبقى وجه ربك ذو الجلال والإكرام، وأوضح أن استعجال الكافرين العذاب غباء وطلب في غير محله فإن العذاب قريب، والساعة آتية لا ريب فيها، وأنها تأتيهم بغتة فتبهتهم، وأن موازين الحساب دقيقة وفي أتم عدل، فلا يبخس أحد شيئاً من حقه، ولا يظلم إنسان مثقال حبة من خردل.
ثم تناولت السورة قصص بعض الأنبياء، فتحدثت بالتفصيل عن قصة إبراهيم  مع قومه الوثنيين، ثم تحدثت عن إسحاق ويعقوب، ولوط، ونوح، وداود وسليمان، وأيوب وإسماعيل، وإدريس وذي الكفل، ويونس وزكريا ويحيى، وعيسى -عليهم السلام-.
ثم تحدثت عن بعض علامات الساعة، وهي انفتاح سد يأجوج ومأجوج، ثم اختتمت السورة ببيان كون النبي ﷺ رحمة للعالمين، وأنه أوحي إليه بأن الإله واحد لا شريك له، وأنه يجب الانقياد لحكمه، وأنه ينذر الناس بعذاب قريب وأن مجيء الساعة واقع محتم، وأن الإمهال به وتأخير العقوبة امتحان واختبار، وأن الله يحكم بين النبي ﷺ وبين أعدائه المشركين، وأنه المستعان على افتراءاتهم واتهاماتهم.

## موضوعات السورة
1. الإنذارُ بالبَعث، وتحقيقُ وُقوعِه.
2. ذكرُ عَدَدٍ مِن الشُّبُهاتِ التي أثارها المُشرِكونَ حولَ الرَّسولِ ﷺ ودَعوتِه، والرَّدُّ عليها.
3. تسلية النَّبي ﷺ عمَّا قاله المُشرِكونَ في شأنِه.
4. التَّذكيرُ بما أصاب الأُمَمَ السَّالِفةَ مِن جرَّاءِ تَكذيبِهم رُسُلَهم.
5. إقامةُ الأدِلَّةِ على وَحدانيَّةِ اللهِ تعالى، وعلى شُمولِ قُدرتِه.
6. ذِكْرُ أخبارِ بَعضِ الأنبياءِ، ومنهم موسى وهارونُ، وإبراهيم ولُوط، وإسحاق ويَعقوب، ونوح، وأيُّوبُ، وداودُ، وسُلَيمان، وإسماعيلُ، وإدريسُ، ويُونُسُ، وزكريَّا .
7. تعقيبُ أخبارِ الأنبياءِ بالمقصودِ الأساسيِّ مِن رِسالتِهم، وهو دَعوةُ النَّاسِ جميعًا إلى إخلاصِ العبادةِ لله.
8. ذِكرُ بَعضِ أشراطِ السَّاعةِ، وشَيءٍ من أهوالِها، وأحوالِ النَّاسِ فيها.
9. خُتِمَت السُّورةُ بالحَديثِ عن سُنَّةٍ مِن سُنَنِ اللهِ، وهي أنَّ العاقِبةَ للمُؤمِنينَ؛ والحديثِ عن رِسالةِ نبيِّه ﷺ، وعن مَوقِفِه من أعدائِه.[19]

## الدعاء في السورة
في سورة الأنبياء درر وكنوز أدعية الأنبياء واستجابة الله تعالى لدعاء أولئك الأنبياء المرسلين ، يقول الله تعالى في عدد من آيات هذه السورة:
- ﴿وَنُوحًا إِذْ نَادَى مِنْ قَبْلُ فَاسْتَجَبْنَا لَهُ فَنَجَّيْنَاهُ وَأَهْلَهُ مِنَ الْكَرْبِ الْعَظِيمِ ۝٧٦﴾ [الأنبياء:76]
- ﴿وَأَيُّوبَ إِذْ نَادَى رَبَّهُ أَنِّي مَسَّنِيَ الضُّرُّ وَأَنْتَ أَرْحَمُ الرَّاحِمِينَ ۝٨٣ فَاسْتَجَبْنَا لَهُ فَكَشَفْنَا مَا بِهِ مِنْ ضُرٍّ وَآتَيْنَاهُ أَهْلَهُ وَمِثْلَهُمْ مَعَهُمْ رَحْمَةً مِنْ عِنْدِنَا وَذِكْرَى لِلْعَابِدِينَ ۝٨٤﴾ [الأنبياء:83–84]
- ﴿وَذَا النُّونِ إِذْ ذَهَبَ مُغَاضِبًا فَظَنَّ أَنْ لَنْ نَقْدِرَ عَلَيْهِ فَنَادَى فِي الظُّلُمَاتِ أَنْ لَا إِلَهَ إِلَّا أَنْتَ سُبْحَانَكَ إِنِّي كُنْتُ مِنَ الظَّالِمِينَ ۝٨٧ فَاسْتَجَبْنَا لَهُ وَنَجَّيْنَاهُ مِنَ الْغَمِّ وَكَذَلِكَ نُنْجِي الْمُؤْمِنِينَ ۝٨٨﴾ [الأنبياء:87–88]
- ﴿وَزَكَرِيَّا إِذْ نَادَى رَبَّهُ رَبِّ لَا تَذَرْنِي فَرْدًا وَأَنْتَ خَيْرُ الْوَارِثِينَ ۝٨٩ فَاسْتَجَبْنَا لَهُ وَوَهَبْنَا لَهُ يَحْيَى وَأَصْلَحْنَا لَهُ زَوْجَهُ﴾ [الأنبياء:89–90]

فبعد أن أنهت الآيات ذكر أدعية الأنبياء بيَّن تعالى سبب استجابته حيث قال عن أولئك الأنبياء:﴿إِنَّهُمْ كَانُوا يُسَارِعُونَ فِي الْخَيْرَاتِ وَيَدْعُونَنَا رَغَبًا وَرَهَبًا وَكَانُوا لَنَا خَاشِعِينَ﴾ [الأنبياء:90].

## المناسبة بين السورة وما قبلها وبعدها

### المناسبة بين اسم السورة ومحورها
في مناسبة اسم السورة لاسمها ومحورها، قال الزركشي في البرهان في علوم القرآن: "وهذه السورة لم يقتصر فيها على ذكر من أهلك من الأمم، بل كان المقصود ذكر الأنبياء وإن لم يذكر قومهم، ولهذا سميت سورة الأنبياء، فذكر فيها إكرامه للأنبياء وبدأ بقصة إبراهيم، ثم باقي الأنبياء المذكورين في السورة، والدال على اسم السورة ومحورها واضح بدلالة مجموع قصص جماعة من الأنبياء ".

### مناسبتها السورة لما قبلها
"تظهر مناسبة هذه السورة لما قبلها من ناحيتين:
الأولى: الإشارة إلى قرب الأجل المسمى للعذاب، ودنو الأمل المنتظر، فقال تعالى في آخر سورة طه:﴿وَلَوْلَا كَلِمَةٌ سَبَقَتْ مِنْ رَبِّكَ لَكَانَ لِزَامًا وَأَجَلٌ مُسَمًّى ۝١٢٩﴾ [طه:129]، ثم قال:﴿قُلْ كُلٌّ مُتَرَبِّصٌ﴾ [طه:135]، وقال تعالى في مطلع هذه السورة:﴿اقْتَرَبَ لِلنَّاسِ حِسَابُهُمْ﴾ [الأنبياء:1].
والثانية: التحذير من الاغترار بالدنيا، والعمل للآخرة، فقال تعالى في آخر سورة طه:﴿وَلَا تَمُدَّنَّ عَيْنَيْكَ إِلَى مَا مَتَّعْنَا بِهِ أَزْوَاجًا مِنْهُمْ زَهْرَةَ الْحَيَاةِ الدُّنْيَا﴾ [طه:131]، فإن قرب الساعة يقتض الإعراض عن زهرة الحياة الدنيا لدنوها من الزوال والفناء، وختمت سورة الأنبياء بمثل ما بدئت به السورة المتقدمة، فأبان الله أنه بالرغم من قرب الساعة والحساب، فإن الناس غافلون عنها، ولاهون عن القرآن والاستماع إليه".
وقال المراغي: "ومناسبتها لما قبلها: أن السورة السالفة ختمت بأن الناس قد شغلتهم زهرة الدنيا التي جعلها الله لهم فتنة، وأن الله نهى رسوله أن يتطلع إليها، وأمره بالصلاة والصبر عليها، وأن العاقبة للمتقين- وبدئت هذه السورة بمثل ما ختمت به السالفة، فذكر فيها أن الناس غافلون عن الساعة والحساب، وأنهم إذا سمعوا القرآن استمعوه وهم لاعبون، وقلوبهم لاهية عنه.

### مناسبة السورة لما بعدها
وبين سورة (الأنبياء) وما بعدها أكثر من مناسبة، أهمها:
أنه لم ختم سورة الأنبياء بوصف الساعة في قوله:﴿وَاقْتَرَبَ الْوَعْدُ الْحَقُّ فَإِذَا هِيَ شَاخِصَةٌ أَبْصَارُ الَّذِينَ كَفَرُوا﴾ [الأنبياء:97]، افتتح سورة الحج بذلك، فقال:﴿إِنَّ زَلْزَلَةَ السَّاعَةِ شَيْءٌ عَظِيمٌ ۝١ يَوْمَ تَرَوْنَهَا تَذْهَلُ كُلُّ مُرْضِعَةٍ عَمَّا أَرْضَعَتْ وَتَضَعُ كُلُّ ذَاتِ حَمْلٍ حَمْلَهَا وَتَرَى النَّاسَ سُكَارَى وَمَا هُمْ بِسُكَارَى﴾ [الحج:1–2].
لما افتتحت سورة الأنبياء بقوله تعالى: "اقترب للناس حسابهم"، وكان في معرض التهديد، وتكرر في مواضع عدة ..، وقد ختمت بمثل ما به ابتدئت، واتصل بذلك ما يناسبه في سورة الحج من الإعلام بهول الساعة وعظيم أمرها فقال تعالى: {يا أيها الناس اتقوا ربكم}، إلى قوله تعالى: {ولكن عذاب الله شديد}(الحج: 1- 2).
وفي الأنبياء بيان قصص لستة عشر نبياً تدور على ما قاموا به من إثبات توحيد الله، ونبذ الشرك، والإيمان بالبعث، وفي سورة الحج استدلال بخلق الإنسان بأطواره المتعددة وبإبداع السموات والأرض على قدرة الله على إحياء البشر للبعث، وعلى وجوده تعالى ووحدانيته، ثم تنبيه الأفكار على الالتفات لأحوال أهل القرى الظالمة التي أهلكها الله، والاتعاظ بها بسبب تكذيبهم الرسل.
وواضح ما بين بدء هذه السورة، وبدء سورة الأنبياء وخاتمتها، وما بين بدئها وختامها من تلاق وتلاحم.. بحيث يمكن أن تقرأ سورة الحج في أعقاب سورة الأنبياء، من غير فاصل بالبسملة، وكأنها بعض منها، وتعقيب على مقرراتها.

## الناسخ والمنسوخ في السورة
تحتوي من المنسوخ على ثلاث آيات متصلات، نسخت بثلاث آيات متصلات أيضاً، فالمنسوخات قوله تعالى:﴿إِنَّكُمْ وَمَا تَعْبُدُونَ مِنْ دُونِ اللَّهِ حَصَبُ جَهَنَّمَ أَنْتُمْ لَهَا وَارِدُونَ ۝٩٨﴾ [الأنبياء:98]، إلى قوله: ﴿وَهُمْ فِيهَا لَا يَسْمَعُونَ﴾ [الأنبياء:100]، الأن، فقالت قريش لقد خصمنا محمد بالأمس حتى تلى هذه الآية، فقال لهم ابن الزبعري: أنا أخصم محمدا في هذه الآيات، فقالوا وكيف تخصمه فقال إن اليهود عبدت عزيراً، والنصارى عبدت المسيح ومريم، وقالوا ثالث ثلاثة، والمجوس عبدت النار والنور والشمس والقمر، وإن الصابئة عبدت الملائكة والكواكب، فإن يكن هؤلاء مع من عبدوهم في النار فقد رضينا أن نكون مع أصنامنا في النار، فأنزل الله تعالى:﴿إِنَّ الَّذِينَ سَبَقَتْ لَهُمْ مِنَّا الْحُسْنَى أُولَئِكَ عَنْهَا مُبْعَدُونَ ۝١٠١﴾ [الأنبياء:101]، الى قوله:﴿هَذَا يَوْمُكُمُ الَّذِي كُنْتُمْ تُوعَدُونَ﴾ [الأنبياء:103]، وفيها رواية أخرى أن النبي ﷺ قال لهم عجبت من جهلكم بلغ بكم ان حملهم على كفركم قال الله تعالى: ﴿إِنَّكُمْ وَمَا تَعْبُدُونَ﴾ [الأنبياء:98]، ولم يقل ومن تعبدون لأن ما خطاب لمن لا يعقل ومن خطاب لمن يعقل والله أعلم بالصواب.
وفيها حكم منسوخ، ففي قوله تعالى:﴿وَدَاوُدَ وَسُلَيْمَانَ إِذْ يَحْكُمَانِ فِي الْحَرْثِ إِذْ نَفَشَتْ فِيهِ غَنَمُ الْقَوْمِ وَكُنَّا لِحُكْمِهِمْ شَاهِدِينَ ۝٧٨ فَفَهَّمْنَاهَا سُلَيْمَانَ وَكُلًّا آتَيْنَا حُكْمًا وَعِلْمًا﴾ [الأنبياء:78–79]، قال أبو جعفر: "جماعة من الكوفيين يذهبون إلى أن هذا الحكم منسوخ، وأن البهائم إذا أفسدت زرعا في ليل أو نهار أنه لا يلزم صاحبها شيء.

## اللغة والبلاغة في السورة

### اللغة في سورة الأنبياء
(النَّجْوَى): الكلام السرّ وهي اسم من التناجي ولا تكون إلا خفية، وفي القاموس: «وهو وصف بالمصدر يستوفى فيه المفرد والجمع يقال: هم نجوى».
والأضغاث: جمع ضغث بكسر الضاد، وهو الحزمة من أعواد أو عشب أو حشيش مختلط ثم أطلق على الأخلاط مطلقا.
(قَصَمْنا): أهلكنا، والقصم الكسر، من قرية كانت ظالمة، أي كافرة، يعني أهلها، وأنشأنا بعدها، يعني: أحدثنا بعد هلاك أهلها، قوما آخرين.
(أُتْرِفْتُمْ): نعمتم من العيش الرافه، والحال الناعمة، والإتراف إبطار النعمة.
(حَصِيداً خامِدِينَ): (حَصِيداً)، أي مثل الحصيد وهو المحصود. (خامِدِينَ): يقال خمدت النار وهمدت كل منهما من باب دخل لكن الاول عبارة عن سكون لهبها مع بقاء الجمر والثاني عبارة عن ذهابها بالكلية.
(لَهْواً): اللهو معروف، تقول أهل نجد: لهوت عنه ألهو لهيّا والأصل على فعول من باب قعد، وأهل العالية لهيت عنه ألهى من باب تعب ومعناه السلوان والترك ولهوت به لهوا من باب قتل أولعت به أيضا، قال الطرطوشي: وأصل اللهو الترويح عن النفس بما لا تقضيه الحكمة وألهاني الشيء بالألف شغلني».
(فَيَدْمَغُهُ): فيذهبه وبابه قطع وفي القاموس: دمغة قهره ودمغ الحق بالباطل: أبطله ومحقه وسيأتي تفصيل ذلك في باب البلاغة.
(رَتْقاً فَفَتَقْناهُما): الرتق: السد والضم والالتحام، والمراد: ذات رتق، أي ملتزقتين، والمعنى: كانتا شيئا واحداً، أو حقيقة متحدة، (فَفَتَقْناهُما): أي فصلناهما بالتنويع والتمييز، فجعلنا السماء سبعاً والأرض سبعاً، والفتق: الفصل بين الشيئين الملتصقين، وَجَعَلْنا مِنَ الْماءِ أي وخلقنا من الماء كل حيوان سواء النازل من السماء والنابع من الأرض.
(تَمِيدَ): في المصباح: «ماد يميد ميدا من باب باع وميدانا بفتح الياء تحرك» وفي الأساس: «غصن مائد مائل وماد يميد ميدانا ومن المجاز مادت المرأة وماست وتميّدت وتميّست ومادت به الأرض دارت، ورجل مائد: يدار به والمطعون يميد في الرمح».
(فِجاجاً): (الفج) بالفتح: الطريق الواسع بين الجبلين والجمع فجاج بالكسر مثل سهم وسهام والفج بالكسر الشامي وكل شيء من البطيخ والفواكه لم ينضج فهو فج بالكسر» وفي القاموس: الفج وجمعه فجاج، والفجاج: الطريق الواسع بين جبلين.
(يَكْلَؤُكُمْ): في المصباح: «كلأه الله يكلؤه مهموز بفتحتين من باب قطع كلاءة بالكسر والمد حفظه ويجوز التخفيف فيقال كليته أكلاه وكلئته أكلؤه من باب تعب لغة لقريش لكنهم قالوا: مكلوّ بالواو أكثر من مكليّ بالياء» وفي القاموس: «كلأ يكلأ بالفتح كلئا وكلاءة وكلاء بكسر الكاف، الله فلانا حرسه وحفظه.
(خَرْدَلٍ): الخردل: نبات له حبّ صغير جدا أسود مقرح والواحدة خردلة ويقال خردل الطعام: أكل خياره وخردل اللحم قطع أعضاءه والخرادل القطع من اللحم.
(نكسوا): "والنكس: قلب أعلى الشيء أسفله وأسفله أعلاه، يقال: صلب اللص منكوسا، أي مجعولا رأسه مباشرا للأرض، وهو أقبح هيئات المصلوب، ولما كان شأن انتصاب جسم الإنسان أن يكون منتصبا على قدميه فإذا نكس صار انتصابه كأنه على رأسه، فكان قوله هنا: نكسوا على رؤسهم تمثيلا لتغير رأيهم عن الصواب.
{وَتَقَطَّعُوا أَمْرَهُمْ بَيْنَهُمْ}: أي جعل بعض المخاطبين أمر دينهم فيما بينهم قطعا، بمعنى أنهم تفرقوا في الدين، وتخالفوا فيه، وجعلوا أمره قطعا موزّعة بقبيح فعلهم، وهم طوائف اليهود والنصارى.

### البلاغة في سورة الأنبياء
- أسلوب بديع: وهذا الوجه من البلاغة ظاهر في قوله تعالى:﴿اقْتَرَبَ لِلنَّاسِ حِسَابُهُمْ وَهُمْ فِي غَفْلَةٍ مُعْرِضُونَ ۝١﴾ [الأنبياء:1]، "وافتتاح الكلام بهذه الجملة أسلوب بديع في الافتتاح لما فيه من غرابة الأسلوب وإدخال الروع على المنذرين، فإن المراد بالناس مشركو مكة، والاقتراب مبالغة في القرب، فصيغة الافتعال الموضوعة للمطاوعة مستعملة في تحقق الفعل أي اشتد قرب وقوعه بهم. وفي إسناد الاقتراب إلى الحساب استعارة تمثيلية شبه حال إظلال الحساب لهم بحالة شخص يسعى ليقرب من ديار ناس، ففيه تشبيه هيئة الحساب المعقولة بهيئة محسوسة، وهي هيئة المغير والمعجل في الإغارة على القوم فهو يلح في السير تكلفا للقرب من ديارهم وهم غافلون عن تطلب الحساب إياهم كما يكون قوم غارين معرضين عن اقتراب العدو منهم، فالكلام تمثيل.[18]

- التهكم: وهذا الوجه البلاغي ظاهر من قوله تعالى:﴿وَارْجِعُوا إِلَى مَا أُتْرِفْتُمْ فِيهِ وَمَسَاكِنِكُمْ لَعَلَّكُمْ تُسْأَلُونَ﴾ [الأنبياء:13]، والمراد من هذا التهكم هنا احتمالين هامين مترتبين:

1. انهم كانوا أسخياء حقيقة يجودون بالنوال ويبسطون أيديهم بالعطايا ولكنهم كانوا يفعلون ذلك رئاء الناس واكتسابا للشهرة والثناء وفي ذلك من الإيلام والايجاع ما فيه، إذ يرون أن ما أنفقوه وما بذلوه لم يكن إلا زيادة في برحائهم وإمعانا في عذابهم.
2. انهم كانوا بخلاء يكرهون البذل ويصدون عمن جاء يستندي سحاب أكفهم، فقيل لهم ذلك ليزيدهم إيلاماً على إيلام وايجاعاً على إيجاع.[28]

- الاستعارة المكنية: ففي قوله تعالى: «خُلِقَ الْإِنْسانُ مِنْ عَجَلٍ»، شبه العجل الذي طبع عليه الشخص وصار له كالجبلة بأصل مادته، وهي الطين، ثم حذف المشبه به ورمز اليه بشيء من لوازمه وهو قوله «خلق». وأيضاً في قوله تعالى: (ذائقة الموت)، استعارة مكنية بقوله «ذائقة الموت» وليس الموت مما يذاق ولكنه شبهه بطعام غير مريء ولا مستساغ ولكنه لحتمية وقوعه وكونه أمرا لا بد منه أصبح بمثابة المريء المستساغ فلا مندوحة لنفس عن ذوقه وقد تقدمت نظائر لهذه الاستعارة.[28]

- طباق: وهذا ظاهر في قوله تعالى: (رَغَباً وَرَهَباً): بينهما طباق.[8]

- إستعارة تمثيلية: (آذَنْتُكُمْ على سواء)، استعارة تمثيلية شبه بمن بينه وبين أعدائه هدنة فأحس بغدرهم فنبذ إليهم العهد وشهر النبذ وإشاعة وآذانهم جميعا بذلك وهو من الحسن بمكان.[31]

## القراءات لبعض الكلمات في السورة
(يأتيهم): "أبدل الهمزة مطلقاً: السوسي وورش وأبو جعفر، وفي الوقف حمزة، وضم الهاء يعقوب. وفي قوله تعالى: (قال ربي يعلم): قرأ حفص والأخوان وخلف بفتح القاف وألف بعدها وفتح اللام، والباقون بضم القاف وحذف الألف وسكون اللام. وفي قوله تعالى: (نوحي إليهم): قرأ حفص بالنون وكسر الحاء، والباقون بالياء التحتية وفتح الحاء، وضم يعقوب وحمزة هاء إليهم.
(جذاذا): قرأها الكسائي بكسر الجيم، والباقون بضمها، وقوله تعالى: (لتحصنكم): قرأها ابن عامر وحفص {لتحصنكم} بالتاء، وأبو بكر بالنون والباقون بالياء.
قوله تعالى: (وضياء وذكرا):. يقرأ بياء وهمزة، وبهمزتين وقد ذكرت علته في (يونس)، وقال الكوفيون: الواو في قوله: (وضياء) زائدة، لأن الضياء: هو: الفرقان، فلا وجه للواو. وقال البصريون: هي واو عطف معناها: وآتيناهما ضياء.
(وربنا الرَّحْمَن الْمُسْتَعَان على مَا تصفون): اخْتلفُوا في الْيَاء وَالتَّاء في قَوْله (تصفون)، فَقَرَأَ ابْن عَامر وَحده على مَا يصفونَ بِالْيَاءِ في رِوَايَة ابْن ذكْوَان، وفي رِوَايَة هِشَام بن عمار بِالتَّاءِ، وَقَرَأَ الْبَاقُونَ {تصفون} بِالتَّاءِ.

## الفوائد الفقهية في السورة
قال تعالى:﴿وَدَاوُدَ وَسُلَيْمَانَ إِذْ يَحْكُمَانِ فِي الْحَرْثِ إِذْ نَفَشَتْ فِيهِ غَنَمُ الْقَوْمِ وَكُنَّا لِحُكْمِهِمْ شَاهِدِينَ ۝٧٨ فَفَهَّمْنَاهَا سُلَيْمَانَ وَكُلًّا آتَيْنَا حُكْمًا وَعِلْمًا﴾ [الأنبياء:78–79].
وقد ذكر المفسرون عند تفسيرهم لهذه الآيات روايات ملخصها: أن رجلين دخلا على داود  أحدهما صاحب زرع، والآخر صاحب غنم، فقال صاحب الزرع لداود: يا نبي الله، إن غنم هذا قد نفشت في حرثى فلم تبق منه شيئا، فحكم داود  لصاحب الزرع أن يأخذ غنم خصمه في مقابل إتلافها لزرعه، وعند خروجهما التقيا بسليمان  فأخبراه بحكم أبيه، فدخل سليمان على أبيه فقال له: يا نبي الله، إن القضاء غير ما قضيت، فقال له: كيف؟ قال: ادفع الغنم إلى صاحب الزرع لينتفع بها، وادفع الزرع إلى صاحب الغنم ليقوم عليها حتى يعود كما كان، ثم يعيد كل منهما إلى صاحبه ما تحت يده، فيأخذ صاحب الزرع زرعه، وصاحب الغنم غنمه..، فقال داود  القضاء ما قضيت يا سليمان، والمعنى: اذكر أيها الرسول قصة داود وسليمان، وقت أن كانا يحكمان في الزرع الذي «نفشت فيه غنم القوم» أى: تفرقت فيه وانتشرت ليلا دون أن يكون معها راع فرعته وأفسدته.
والذي نستفيده من الآيات، كما ذكر أبو بكر الجزائري في تفسيره هو: "وجوب نصب القضاة للحكم بين الناس"، "وقد علق المفسرون على القصة تعليقات، ورووا في مناسبتها روايات وأحاديث يمكن أن تكون قواعد وتشريعات إسلامية، من ذلك جواز الاجتهاد للأنبياء فيما ليس فيه وحي رباني وتفهيم الله لنبي بحكم أصوب من حكم نبي آخر، وعدم تعارض ذلك مع تقرير الحكم والعلم لكل منهم، وعدم إثم المجتهد إذا أخطأ في اجتهاده والحاكم إذا أخطأ في حكمه، وجواز رجوع الحاكم بعد قضائه من اجتهاد إلى أرجح منه، وإن الاختلاف في الاجتهاد يعني تعدد الصواب في القضية، فالصواب الذي في علم الله واحد لا يختلف باختلاف الاجتهاد".

## المؤلفات في سورة الأنبياء
1. المجاز في سورة الأنبياء –دراسة بلاغية-، للباحث: عبد القادر موسى سليمان، باحث دكتوراه بجامعة محمد بن زايد للعلوم الإنسانية، شعبة النشر والخدمات المعلوماتية، يناير 2023م.
2. الدراسة التحليلية لمقاصد وأهداف الحزب الثالث والثلاثين من القرآن الكريم –سورة الأنبياء من الآية 1- 112-، للباحث: ياسر يوسف جاد الحق، رسالة ماجستير في التفسير بالجامعة الإسلامية بغزة، سنة 2015م.
3. الفواصل القرآنية في سورة الأنبياء وعلاقتها بمقصودها -=راسة بلاغية-، للباحثة: رشا بنت عبد الله بن عبد العزيز الزيد، رسالة ماجستير في البلاغة بجامع الإمام محمد بن سعود الإسلامية، كلية اللغة العربية، سنة 1434ه.
4. منهجيات الإصلاح والتغيير في سورتي الأنبياء والحج –دراسة موضوعية-، للباحث: بلال خليل ياسين، رسالة ماجستير في التفسير وعلوم القرآن بالجامعة الإسلامية بغزة، كلية أصول الدين، سنة 2012م.
5. المضامين العقدية في سورة الأنبياء، للباحث: عبد الفتاح خضر عبد الفتاح رصوص، رسالة ماجستير في أصول الدين بجامعة النجاح الوطنية –نابلس-، فلسطين، 2010م.
6. وقفات مع سورة الأنبياء –دراسة موضوعية-، فهد بن عبد المنعم صقير السلمي، مجلة كلية الدراسات الإسلامية والعربية للبنات بدمنهور، العدد: (4)، الجزء الثاني، 2019م.
7. (ما) في سورة الأنبياء –دراسة تحليلية نحوية-، للباحثة: إفلاحه ليلى، رسالة ماجستير في اللغة العربية وآدابها بالجامعة الإسلامية الحكومية بمالج، 2008م.
8. نظرات حول سورة الأنبياء –عليهم السلام- دراسة وتحليل، د. عبد الجواد خلف محمد، الفرائد في البحوث الإسلامية والعربية، 2003م.

## وصلات خارجية
- سورة الأنبياء: تجويد-تفسير - موقع Altafsir.com